# Walter Vesti
Walter Vesti, né le 6 mars 1950 à Davos, est un skieur alpin suisse qui a mis fin à sa carrière sportive à la fin de la saison 1982.

## Coupe du monde
- Meilleur résultat au classement général : 20e en 1975
  - 1 victoire : 1 descente

### Saison par saison
- Coupe du monde 1974 :
  - Classement général : 41e
- Coupe du monde 1975 :
  - Classement général : 20e
    - 1 victoire en descente : Megève (Arlberg-Kandahar)
- Coupe du monde 1976 :
  - Classement général : 62e
- Coupe du monde 1978 :
  - Classement général : 25e
- Coupe du monde 1979 :
  - Classement général : 50e
- Coupe du monde 1980 :
  - Classement général : 53e
- Coupe du monde 1981 :
  - Classement général : 53e
- Coupe du monde 1982 :
  - Classement général : 84e

## Arlberg-Kandahar
- Vainqueur de la descente 1975 à Megève